# Miho Watanabe
Miho Watanabe (渡邉 美穂, Watanabe Miho) est une ancienne joueuse de volley-ball japonaise née le 8 janvier 1989 à Takatsuki. Elle mesure 1,66 m et jouait au poste de passeuse. Elle a totalisé 8 sélections en équipe du Japon. Elle a mis un terme à sa carrière de volleyeuse professionnelle en juin 2014.

## Clubs
| Club                  | De        | À         |
| --------------------- | --------- | --------- |
| Université de Tsukuba | 2007-2008 | 2010-2011 |
| NEC Red Rockets       | 2011-2012 | 2013-2014 |

## Palmarès

### Équipe nationale
- Championnat d'Asie et d'Océanie des moins de 20 ans
  - Finaliste : 2006.

### Clubs
- Tournoi de Kurowashiki
  - Finaliste : 2013.

### Distinctions individuelles
- Championnat d'Asie et d'Océanie de volley-ball féminin des moins de 20 ans 2006: Meilleure passeuse.
- Championnat du monde de volley-ball féminin des moins de 20 ans 2007: Meilleure passeuse[2].